# العربي بن صالح عبيد
العربي بن صالح عبيد هو محامي تونسي ونائب ثاني لرئيس المجلس الوطني التأسيسي.

## حياته
ولد العربي بن صالح عبيد الذي انتخب نائبا ثانيا لرئيس المجلس الوطني التأسيسي في 30 جوان 1953 بمعتمدية قربة من ولاية نابل.
وقد تحصل على شهادة الباكالويا اداب سنة 1974 من معهد قرطاج الرئاسة، وعلى الإجازة في القانون الخاص سنة 1981 فشهادة الكفاءة في المحاماة من كلية الحقوق بتونس قبل ان يبدأ حياته المهنية في قطاع التأمين «قسم النزاعات». حيث عمل لمدة تقارب 5 سنوات ثم إلتحق بمهنة المحاماة التي يعتبرها «موقعه الطبيعى وعائلته الأولى» وقد رافع في العديد من القضايا الهامة وفي عدد من القضايا السياسية العادلة.
والعربي عبيد محامي لدى التعقيب وانخرط في الرابطة التونسية للدفاع عن حقوق الإنسان والمجلس الوطني للحريات منذ تأسيسهما كما كان عضوا بالهيئة الوطنية للمحامين من 2001 إلى 2004. وقد ترشح عن حزب المؤتمر من اجل الجمهورية الذي ينشط فيه منذ سنوات. وهو متزوج وأب لثلاثة أبناء.